# 苏尔特火山

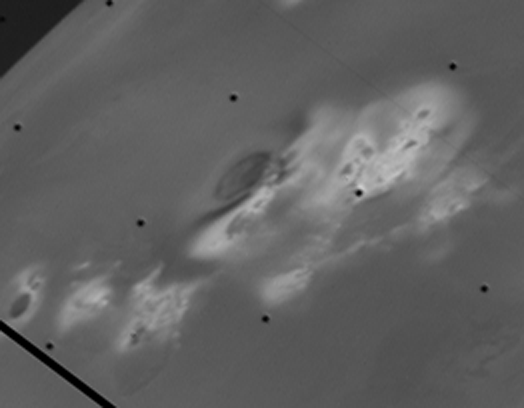
1979年3月5日“旅行者1号探测器”拍摄的苏尔特火山高分辨率图像

苏尔特（Surt）是木星的卫星-木卫一上的一座活火山，位于木卫一朝木面的北纬45.21度、西经336.49度处，苏尔特火山是由一座直径75乘40（47乘25英里）的卵状火山坑（被称为“火山口”）以及南部和东部覆盖的红色硫和明亮的二氧化硫沉积层所组成。1979年3月，“旅行者1号探测器”拍摄的照片首次观测到了这座火山，同年稍后，国际天文联合会以北欧神话中火巨人首领苏尔特命名了该地貌。
自“旅行者1号探测器”发现以来，已观测到苏尔特火山数次喷发。1979年6月11日，在“旅行者1号”和“旅行者2号”飞越期间，地球天文学家观测到了发生在苏尔特火山的首次喷发，从此发现了木卫一的火山活动。当1979年7月“旅行者2号”与木星系统交会时，该喷发似乎已停止，但在苏尔特火山周围观察到一圈新的，600公里宽的喷流柱沉积层，这一热流柱沉积物表明，在两艘旅行者号先后抵达木星附近之间，苏尔特火山喷发过一次佩莱型喷发流束。此外，在苏尔特火山口内东半部所看到的黑色层，被认为是火山爆发时喷出的熔岩。1996年，当“伽利略号探测器”首次拍摄该地区的图像时，苏尔特火山及周边地形已恢复到“旅行者1号”所看到的样子，再次暗示了这是一次短暂的喷发。
2001年2月22日，苏尔特火山再次喷发，就喷发产生的能量（瓦特）而言，这是有史以来所观测到的最强烈火山喷发。在此次喷发中，观测到苏尔特火山总输出功率达(7.2–8.4 × 1013 瓦) ，几乎等于木卫一上所有火山的平均总输出功率。尽管喷发如此猛烈，但“伽利略探测器”在六个月后拍摄的图像中，几乎没有观察到与此次喷发同时发生的地表变化，这表明所有的变化基本上全都已消退，2001年8月伽利略号探测器在苏尔特火山东北部拍摄的图像中发现了新鲜、富硫的红色沉积物。